# Legend of the Red Dragon
Legend of the Red Dragon - conhecido pela sigla LoRD - (Lenda do Dragão Vermelho, em livre tradução) foi um jogo de RPG que existiu no final da década de 1980 e começo da seguinte, em que os participantes se utilizavam das redes BBS, precursora da internet.

## Descrição
O Legend of the Red Dragon era inteiramente em modo texto e simulava uma sociedade medieval simplificada, onde cada herói deveria evoluir através de batalhas e outras ações pouco convencionais, com objetivo final de eliminar o poderoso dragão vermelho. Foi desenvolvido por Seth Able Robinson.